# 2000-es labdarúgó-Európa-bajnokság (selejtező – 4. csoport)
A 2000-es labdarúgó-Európa-bajnokság selejtezőjének 4. csoportjának mérkőzéseit tartalmazó lapja. A csoportban Oroszország, Franciaország, Ukrajna, Izland, Örményország és Andorra szerepelt. A csapatok körmérkőzéses, oda-visszavágós rendszerben játszottak egymással.
Franciaország kijutott a 2000-es labdarúgó-Európa-bajnokságra. Ukrajna pótselejtezőt játszott, amelyet elvesztett és kiesett.

## Tabella
| Hely. | Csapat        | M  | Gy | D | V  | G+ | G– | Gk  | P  | Továbbjutás                           |     | Franciaország | Ukrajna | Oroszország | Izland | Örményország | Andorra |
| ----- | ------------- | -- | -- | - | -- | -- | -- | --- | -- | ------------------------------------- | --- | ------------- | ------- | ----------- | ------ | ------------ | ------- |
| 1.    | Franciaország | 10 | 6  | 3 | 1  | 17 | 10 | +7  | 21 | Kijutott a 2000-es Európa-bajnokságra |     | —             | 0–0     | 2–3         | 3–2    | 2–0          | 2–0     |
| 2.    | Ukrajna       | 10 | 5  | 5 | 0  | 14 | 4  | +10 | 20 | Pótselejtezőbe került                 |     | 0–0           | —       | 3–2         | 1–1    | 2–0          | 4–0     |
| 3.    | Oroszország   | 10 | 6  | 1 | 3  | 22 | 12 | +10 | 19 |                                       |     | 2–3           | 1–1     | —           | 1–0    | 2–0          | 6–1     |
| 4.    | Izland        | 10 | 4  | 3 | 3  | 12 | 7  | +5  | 15 |                                       | 1–1 | 0–1           | 1–0     | —           | 2–0    | 3–0          |         |
| 5.    | Örményország  | 10 | 2  | 2 | 6  | 8  | 15 | −7  | 8  |                                       | 2–3 | 0–0           | 0–3     | 0–0         | —      | 3–1          |         |
| 6.    | Andorra       | 10 | 0  | 0 | 10 | 3  | 28 | −25 | 0  |                                       | 0–1 | 0–2           | 1–2     | 0–2         | 0–3    | —            |         |

## Mérkőzések
| 1998. szeptember 5. |

| Örményország                | 3–1               | Andorra                |
| --------------------------- | ----------------- | ---------------------- |
| Avalyan 40' Yesayan 71' 90' | (1–0) Jegyzőkönyv | Heredia 85' (11-esből) |

| Hrazdan Stadium, Jereván Nézőszám: 8000 Játékvezető: Richard O’Hanlon (ír) |

| 1998. szeptember 5. |

| Ukrajna                                       | 3–2               | Oroszország             |
| --------------------------------------------- | ----------------- | ----------------------- |
| Popov 14' Skachenko 24' Rebrov 74' (11-esből) | (2–0) Jegyzőkönyv | Varlamov 67' Onopko 88' |

| Olimpiysky NSC, Kijev Nézőszám: 82 100 Játékvezető: Markus Merk (német) |

| 1998. szeptember 5. |

| Izland      | 1–1               | Franciaország |
| ----------- | ----------------- | ------------- |
| Daðason 32' | (1–1) Jegyzőkönyv | Dugarry 35'   |

| Laugardalsvöllur, Reykjavík Nézőszám: 10 382 Játékvezető: Eric Blareau (belga) |

| 1998. október 10. |

| Örményország | 0–0         | Izland |
| ------------ | ----------- | ------ |
|              | Jegyzőkönyv |        |

| Hrazdan Stadium, Jereván Nézőszám: 6000 Játékvezető: Morgan Norman (svéd) |

| 1998. október 10. |

| Andorra | 0–2               | Ukrajna                 |
| ------- | ----------------- | ----------------------- |
|         | (0–2) Jegyzőkönyv | Kosovsky 32' Rebrov 44' |

| Estadi Comunal d'Aixovall, Andorra La Vella Nézőszám: 850 Játékvezető: Anton Guetzov (bolgár) |

| 1998. október 10. |

| Oroszország               | 2–3               | Franciaország                       |
| ------------------------- | ----------------- | ----------------------------------- |
| Yanovski 45' Mostovoi 55' | (1–2) Jegyzőkönyv | Anelka 13' Pirès 28' Boghossian 81' |

| Luzsnyiki Stadion, Moszkva Nézőszám: 20 989 Játékvezető: Piero Ceccarini (olasz) |

| 1998. október 14. |

| Ukrajna                 | 2–0               | Örményország |
| ----------------------- | ----------------- | ------------ |
| Skachenko 31' Husyn 80' | (1–0) Jegyzőkönyv |              |

| Olimpiysky NSC, Kijev Nézőszám: 14 850 Játékvezető: Marcel Lică (román) |

| 1998. október 14. |

| Izland             | 1–0               | Oroszország |
| ------------------ | ----------------- | ----------- |
| Kovtun 87' (öngól) | (0–0) Jegyzőkönyv |             |

| Laugardalsvöllur, Reykjavík Nézőszám: 3345 Játékvezető: René Temmink (holland) |

| 1998. október 14. |

| Franciaország             | 2–0               | Andorra |
| ------------------------- | ----------------- | ------- |
| Candela 54' Djorkaeff 59' | (0–0) Jegyzőkönyv |         |

| Stade de France, Párizs Nézőszám: 75 416 Játékvezető: Dani Koren (izraeli) |

| 1999. március 27. |

| Örményország | 0–3               | Oroszország                                |
| ------------ | ----------------- | ------------------------------------------ |
|              | (0–1) Jegyzőkönyv | Karpin 7' 63' (11-esből) Beszcsasztnih 89' |

| Hrazdan Stadium, Jereván Nézőszám: 10 000 Játékvezető: Terje Hauge (norvég) |

| 1999. március 27. |

| Andorra | 0–2               | Izland                          |
| ------- | ----------------- | ------------------------------- |
|         | (0–0) Jegyzőkönyv | E. Sverrisson 58' Adolfsson 67' |

| Estadi Comunal d'Aixovall, Andorra La Vella Nézőszám: 900 Játékvezető: Charles Agius (máltai) |

| 1999. március 27. |

| Franciaország | 0–0         | Ukrajna |
| ------------- | ----------- | ------- |
|               | Jegyzőkönyv |         |

| Stade de France, Párizs Nézőszám: 78 519 Játékvezető: Günther Benkö (osztrák) |

| 1999. március 31. |

| Oroszország                                                             | 6–1               | Andorra  |
| ----------------------------------------------------------------------- | ----------------- | -------- |
| Tyitov 8' Beszcsasztnih 11' 62' Onopko 42' Tsymbalar 50' Alenyicsev 90' | (3–0) Jegyzőkönyv | Soto 73' |

| Central Stadium Lokomotiv, Moszkva Nézőszám: 10 333 Játékvezető: Mikko Vuorela (finn) |

| 1999. március 31. |

| Ukrajna     | 1–1               | Izland           |
| ----------- | ----------------- | ---------------- |
| Vascsuk 59' | (0–0) Jegyzőkönyv | L.Sigurðsson 66' |

| Olimpiysky NSC, Kijev Nézőszám: 40 000 Játékvezető: Dani Koren (izraeli) |

| 1999. március 31. |

| Franciaország          | 2–0               | Örményország |
| ---------------------- | ----------------- | ------------ |
| Wiltord 3' Dugarry 45' | (2–0) Jegyzőkönyv |              |

| Stade de France, Párizs Nézőszám: 78 852 Játékvezető: Georgios Bikas (görög) |

| 1999. június 5. |

| Ukrajna                                      | 4–0               | Andorra |
| -------------------------------------------- | ----------------- | ------- |
| Popov 38' Rebrov 41' Dmytrulin 56' Husyn 89' | (2–0) Jegyzőkönyv |         |

| Olimpiysky NSC, Kijev Nézőszám: 49 000 Játékvezető: Andreas Georgiou (ciprusi) |

| 1999. június 5. |

| Izland                        | 2–0               | Örményország |
| ----------------------------- | ----------------- | ------------ |
| Daðason 30' R.Kristinsson 46' | (1–0) Jegyzőkönyv |              |

| Laugardalsvöllur, Reykjavík Nézőszám: 5565 Játékvezető: Mikko Vuorela (finn) |

| 1999. június 5. |

| Franciaország         | 2–3               | Oroszország              |
| --------------------- | ----------------- | ------------------------ |
| Petit 48' Wiltord 54' | (0–1) Jegyzőkönyv | Panov 40' 75' Karpin 87' |

| Stade de France, Párizs Nézőszám: 78 228 Játékvezető: Paul Durkin (angol) |

| 1999. június 9. |

| Örményország | 0–0         | Ukrajna |
| ------------ | ----------- | ------- |
|              | Jegyzőkönyv |         |

| Hrazdan Stadium, Jereván Nézőszám: 15 000 Játékvezető: Roberto Boggi (olasz) |

| 1999. június 9. |

| Oroszország | 1–0               | Izland |
| ----------- | ----------------- | ------ |
| Karpin 44'  | (1–0) Jegyzőkönyv |        |

| Dynamo Stadium, Moszkva Nézőszám: 33 900 Játékvezető: Metin Tokat (török) |

| 1999. június 9. |

| Andorra | 0–1               | Franciaország          |
| ------- | ----------------- | ---------------------- |
|         | (0–0) Jegyzőkönyv | Leboeuf 86' (11-esből) |

| Estadi Olímpic de Montjuïc, Barcelona Nézőszám: 7600 Játékvezető: Michael Ross (északír) |

| 1999. szeptember 4. |

| Oroszország                            | 2–0               | Örményország |
| -------------------------------------- | ----------------- | ------------ |
| Beszcsasztnih 8' (11-esből) Karpin 70' | (1–0) Jegyzőkönyv |              |

| Luzsnyiki Stadion, Moszkva Nézőszám: 36 000 Játékvezető: Charles Agius (máltai) |

| 1999. szeptember 4. |

| Ukrajna | 0–0         | Franciaország |
| ------- | ----------- | ------------- |
|         | Jegyzőkönyv |               |

| Olimpiysky NSC, Kijev Nézőszám: 70 000 Játékvezető: Hugh Dallas (skót) |

| 1999. szeptember 4. |

| Izland                                            | 3–0               | Andorra |
| ------------------------------------------------- | ----------------- | ------- |
| Þ.Guðjónsson 29' Hreidarsson 32' E.Guðjohnsen 90' | (2–0) Jegyzőkönyv |         |

| Laugardalsvöllur, Reykjavík Nézőszám: 5210 Játékvezető: Miroslav Liba (cseh) |

| 1999. szeptember 8. |

| Örményország                            | 2–3               | Franciaország                                     |
| --------------------------------------- | ----------------- | ------------------------------------------------- |
| Mikaelyan 6' Shahgeldyan 90' (11-esből) | (1–1) Jegyzőkönyv | Djorkaeff 45' (11-esből) Zidane 67' Laslandes 74' |

| Hrazdan Stadium, Jereván Nézőszám: 14 500 Játékvezető: Atanas Uzunov (bolgár) |

| 1999. szeptember 8. |

| Andorra                      | 1–2               | Oroszország    |
| ---------------------------- | ----------------- | -------------- |
| Ruíz González 39' (11-esből) | (1–1) Jegyzőkönyv | Onopko 22' 57' |

| Estadi Comunal d'Aixovall, Andorra La Vella Nézőszám: 1000 Játékvezető: Jørn Larsen (dán) |

| 1999. szeptember 8. |

| Izland | 0–1               | Ukrajna               |
| ------ | ----------------- | --------------------- |
|        | (0–1) Jegyzőkönyv | Rebrov 43' (11-esből) |

| Laugardalsvöllur, Reykjavík Nézőszám: 7072 Játékvezető: Vítor Melo Pereira (portugál) |

| 1999. október 9. |

| Andorra | 0–3               | Örményország                                |
| ------- | ----------------- | ------------------------------------------- |
|         | (0–1) Jegyzőkönyv | A.Petrosyan 26' Yesayan 59' Shahgeldyan 63' |

| Estadi Comunal d'Aixovall, Andorra La Vella Nézőszám: 700 Játékvezető: Peter Jones (angol) |

| 1999. október 9. |

| Franciaország                                   | 3–2               | Izland                          |
| ----------------------------------------------- | ----------------- | ------------------------------- |
| Daðason 17' (öngól) Djorkaeff 38' Trezeguet 71' | (2–0) Jegyzőkönyv | E.Sverrisson 47' Gunnarsson 56' |

| Stade de France, Párizs Nézőszám: 78 391 Játékvezető: Bernd Heynemann (német) |

| 1999. október 9. |

| Oroszország | 1–1               | Ukrajna        |
| ----------- | ----------------- | -------------- |
| Karpin 75'  | (0–0) Jegyzőkönyv | Shevchenko 87' |

| Luzsnyiki Stadion, Moszkva Nézőszám: 74 800 Játékvezető: David Elleray (angol) |